# Adrienne Servantie
Adrienne Servantie, née le 25 mai 1907 à Tulle (Corrèze) et morte le 21 mars 2000 à Bry-sur-Marne (Val-de-Marne), est une actrice française connue pour son rôle de madame Arpel, la sœur de monsieur Hulot, dans Mon oncle (1958) de Jacques Tati.

## Filmographie

### Cinéma
- 1958 : Mon oncle : Madame Arpel
- 1959 : Faibles Femmes : Mme Courcel, la mère d'Agathe
- 1959 : Énigme aux Folies Bergère
- 1961 : Les Nymphettes : la mère
- 1962 : Fumée, histoire et fantaisie
- 1962 : Jusqu'à plus soif
- 1964 : Clémentine chérie : Mme Yvonne
- 1974 : Le Mouton enragé
- 1978 : La Carapate

### Télévision
- 1964 : Le Matelot de nulle part (dramatique de Marcel Cravenne d'après Israël Potter d'Herman Melville, diffusée dans l'émission de Claude Santelli, Le Théâtre de la jeunesse) : une invitée des mariés[2]
- 1981 : Le Voleur d'enfants : la couturière (téléfilm)